# Таймкод (фильм)
«Таймкод» (англ. Timecode) — американский экспериментальный фильм 2000 года режиссёра Майка Фиггиса. Лента рассказывает о взаимоотношениях нескольких людей в Лос-Анджелесе во время подготовок к съёмкам фильма «Стерва из Луизианы». Фильм уникален тем, что представляет собой поликадр из четырёх непрерывных 90-минутных планов, снятых одновременно четырьмя кинооператорами; экран разделён на четверти, и развитие событий показано с четырёх ракурсов одновременно.

## Сюжет
Действие происходит в 1999 году в Лос-Анджелесе. Съёмочная группа собралась на совещание по поводу подготовки к съёмкам нового фильма. Нет только продюсера Алекса, которого все ждут. Режиссёр тем временем проводит кастинг, но уже пять недель не может найти исполнительницу на главную роль. В числе прочих прослушивание проходит Шерин.
Наконец, Алекс появляется, хотя он не в лучшем состоянии из-за проблем с алкоголем и размолвкой с женой. Его жена Эмма, которая перед этим была на приёме у психолога, заходит к нему поговорить. Она говорит Алексу, что хочет расстаться с ним. Выйдя со студии, она идёт в книжный магазин и плачет там в туалете, где её встречает Шерин, тоже зашедшую в магазин после кинопроб. Затем Эмма идёт в гости к Шерин.
Тем временем на прослушивание едет мексиканка Роза. Её партнёрша Лорен подозревает Розу в измене и устраивает в машине скандал, однако затем они примиряются. Тем не менее, Лорен кладёт в сумочку Розы подслушивающее устройство, и когда Роза выходит из машины, остаётся ждать её и слушает в наушниках её разговоры. Роза сначала повторяет текст роли, а потом проходит в тёмный зал с экраном, по ту сторону которого съёмочная группа просматривает кинопробы. Роза звонит Алексу, который приходит к ней в зал; Лорен узнаёт, что это и есть тайный любовник Розы.
Режиссёру фильма говорят, что на поиск актрисы на главную роль у него осталось лишь два дня. Роуз после свидания с Алексом заходит в туалет, где её замечает ассистентка режиссёра и зовёт его. Режиссёр в восторге, так как Роуз идеально подходит на главную роль. Он тут же уходит с ней на прослушивание.
Лорен несколько раз пытается зайти на студию, но её не пускают. Однако во время общего совещания, на котором продюсер Дрисдейл представляет свою протеже Ану, Лорен заходит и стреляет в Алекса из пистолета. Она свободно выходит из студии и идёт по улице. Ана, забравшись под стол, снимает убийство на цифровую камеру.
Из-за чувства беспокойства Эмма уходит от Шерин и бежит к студии. С улицы она звонит Алексу, говоря, что любит его. Тот, истекая кровью, просит её заказать на вечер столик в ресторане. Затем Алекс теряет сознание или умирает. На улице Роуз звонит по телефону Лорен и та что-то говорит ей. Роуз набирает ещё один номер, но ей никто не отвечает.

## В ролях
| - Ксандер Беркли — Эван Уонтц - Голден Брукс — Оникс Ричардсон - Саффрон Берроуз — Эмма, жена Алекса Грина - Вивека Дэвис — Виктория Коэн - Ричард Эдсон — Лестер Мур - Айми Грэхэм — сиделка - Сальма Хайек — Роза - Гленн Хидли — Дава Адер, психолог - Эндрю Хеклер — актёр прослушивания - Холли Хантер — Рене Фишбайн, исполнительный продюсер - Дэнни Хьюстон — Рэнди |  | - Дафна Кастнер — актриса прослушивания - Патрик Кини — владелец аптеки - Элизабет Лоу — Пенни, ассистентка Эвана - Кайл Маклахлен — Банни Дрисдейл - Миа Маэстро — Ана Полз - Лесли Манн — Шерин - Сьюзи Накамура — Конни Линг - Джулиан Сэндс — Квентин - Стеллан Скарсгард — Алекс Грин, исполнительный продюсер - Джинн Трипплхорн — Лорен Хэтэуэй - Стивен Уэбер — Даррен - Алессандро Нивола — Джоуи Зэт |

## Художественные особенности

Полиэкран. Одновременная съёмка четырьмя камерами

Фильм был снят на видео, а затем перенесён на киноплёнку для показа в кинотеатре, но VHS- и DVD-релизы представляют собой оригинальный видеоматериал.
Фильм снимали в 15 дублей в течение двух недель, затем режиссёр выбрал лучшую версию для показа в кинотеатре; эта версия была снята 19 ноября 1999 года в 15:00. DVD-релиз включает в себя первый дубль в качестве бонуса. Дополнительно в DVD-релизе у зрителей есть возможность слушать звуковое сопровождение для любой камеры, а не сведённый вариант.
Диалоги были в значительной степени сымпровизированы, а звук сведён так, что звуковое сопровождение к самому существенному из этих четырёх планов на экране доминирует над саундтреком в конкретный момент.
Дань уважения этому фильму отдана в другой ленте Майка Фиггиса — «Отель». В её начале экран разбит на четыре части. Звук закипающего молока в одной четверти и постукивание актёра по книжной обложке в другой четверти вместе создают очень тонкую имитацию звуков и музыки, звучащей в течение первых минут фильма «Таймкод».